# Ярослав Бідло
Ярослав Бідло (нар. 17 листопада 1868 – 1 грудня 1937) — чеський історик. Професор Карлового університету в Празі. Дійсний член НТШ у Львові. Займався історією Візантії та Польщі, історією релігійної общини «чеських братів». Активно працював на ниві чесько-українських наукових зв'язків: публікував у чеських наук. часописах рецензії на українські видання, зокрема на книжку М. Грушевського «Історія України-Руси», а також на праці К. Студинського, А. Кримського та ін. Не раз виступав з повідомленнями про стан української науки на сторінках «Prager presse».
Основні праці: «Чеські брати у першому вигнанні», «Акти чеських братів», «Візантійська культура».
Помер у м. Прага.

## Публікації
- 1895 Přehled dějin polských
- 1897 Nekrologia polské větve Jednoty bratrské
- 1900 Jednota bratrská v prvním vyhnanství (kolejne wydania: 1903, 1909, 1932)
- 1903 Bratr Jan Rokyta u cara Ivana Hrozného
- 1907 Dějiny Ruska v XIX. století
- 1911 O historii Slovanstva jako celku
- 1911 Dějepis pro vyšší třídy středních škol
- 1917 Kultura byzantská
- 1917 Vzájemný poměr české a polské větve jednoty bratrské v době od r. 1587—1609
- 1927 Dějiny Slovanstva
- 1930 Jednota bratrská za mezivládí po smrti Štěpána Bathoryho
- 1935 Michal Hruševs'kyj